# ヨシプ・チャルシッチ
ヨシプ・チャルシッチ（Josip Ćalušić、1993年10月11日 - ）は、クロアチア・スプリト出身のプロサッカー選手。セルビア・スーペルリーガ・FK TSC所属。ポジションはディフェンダー（DF）。

## クラブ経歴
2011年7月にNKロコモティヴァ・ザグレブからNKセスヴェテへレンタルされ、同年8月20日のNK HAŠK戦でプロデビューを果たした。
2013年1月7日にNKディナモ・ザグレブに移籍し、同年2月27日にHNKハイドゥク・スプリトとのヴィエチュニ・デルビでデビューした。
2024年1月8日、鹿島アントラーズへの完全移籍加入について、鹿島と所属元のFK TSCがクラブ間合意に達し、鹿島側のチームに合流して練習にも参加していたが、同月19日、メディカルチェックの内科検査で問題が発覚し、正式契約は締結されなかった。